# 139 a.C.
Il 139 a.C. (CXXXIX a.C. in numeri romani) è un anno  del II secolo a.C.

## Eventi
- Gneo Calpurnio Pisone, Marco Popilio Lenate diventano consoli della Repubblica romana.
- Termina la Guerra di Lusitania con l'assassinio del capo della ribellione Viriato perpetrato dai Romani

## Nati
- Salomè Alessandra, sovrana ebrea antica († 67 a.C.)

## Morti
- Viriato, condottiero (n. 180 a.C.)